# Грм (Требнє)
Грм (словен. Grm) — поселення в общині Требнє, регіон Південно-Східна Словенія, Словенія.